# دوبیتشنه
دوبیتشنه (به چکی: Dubičné) یک منطقهٔ مسکونی در جمهوری چک است که در شهرستان چسکه بودیوویتسه واقع شده‌است. دوبیتشنه ۳٫۲۶ کیلومتر مربع مساحت و ۳۴ نفر جمعیت دارد و ۴۷۶ متر بالاتر از سطح دریا واقع شده‌است.